# 1597
1597 је била проста година.

## Догађаји
- Херцеговачки устанак (1596—1597) Српски устаници у Херцеговини: племена Дробњаци, Никшићи и Пивљани отпочели су борбе, али их је на Гатачком пољу код Гацка поразио Дервиш-бег. Тиме је херцеговачки устанак пропао. Након пропасти устанка, многи Херцеговци су се преселили у Которски залив и Далмацију.

## Смрти

### Јун
- 20. јун — Вилем Баренц, холандски истраживач